# Bracha Zefira
Bracha Zefira (auch: Bracha Zifira, Bracha Tzfira; * 15. April 1910 in Jerusalem; † 1. April 1990 in Tel Aviv) war eine israelische Sängerin und Schauspielerin.

## Leben und Wirken
Die Mutter Zefiras starb bei ihrer Geburt, ihr aus dem Jemen stammender Vater starb drei Jahre später an Typhus, so dass sie zunächst bei ihrem Onkel, dann bei einer Pflegefamilie und schließlich bei einer Witwe aufwuchs, wobei sie Musik unterschiedlichster Herkunft, u. a. persische und arabische und sephardische Melodien kennenlernte. 1927 kam sie an die von Sidney Siel geleitete  in Jerusalem.  Dort empfahl man ihr nach einigen Monaten, besser ein Schauspielstudium zu beginnen. Sie wurde von Menehem Gnessins Palestine Theater angenommen, das jedoch im gleichen Jahr geschlossen wurde und schloss sich dem Satiretheater Hakamum an, mit dem sie bis 1929 auftrat. Bei einem der Auftritte sah sie der russische Theaterdirektor Alexander Diki, der ihr empfahl, in Berlin zu studieren. Unter anderem mit Unterstützung von Meir Dizengoff ging sie 1929 nach Berlin und begann dort ein Schauspiel- und Gesangsstudium am Max Reinhardt Seminar. Im gleichen Jahr lernte sie den Komponisten und Pianisten Nahum Nardi kennen. Sie gab mit ihm eine Reihe von Konzerten in Deutschland und anderen europäischen Ländern, bei denen sie von ihm bearbeitete sephardische Lieder, jüdische Lieder aus dem Jemen und Persien und Lieder der Beduinen und palästinensischen Araber sang und u. a. vor Albert Einstein und Sergei Eisenstein auftrat.
1930 kehrte sie mit Nardi nach Palästina zurück. Auch dort traten sie gemeinsam erfolgreich auf, wobei Zefira von Experten wie Yehiel Adaki (für jemenitische Musik) und Yitzhak Eliyahu Navon (für das sephardische Repertoire) unterstützt wurde. 1931 heirateten Zefira und Nardi, und ihre Tochter Na’ama wurde geboren, die später als Opernsängerin bekannt wurde. Es folgten weitere gemeinsame Konzertreisen u. a. nach Alexandria und Kairo (1931 und 1936) und durch die USA (1937). Ihre Rundfunkpremiere beim Palestine Broadcasting Service 1936 war die erste Radiosendung in hebräische Sprache. 1939 wurde die Ehe mit Nardi geschieden. In der Folgezeit nahm Zefira auch Kompositionen von anderen Musikern in ihr Repertoire auf, u. a. von Paul Ben-Haim, der sie auch oft am Klavier begleitete, von Odeon Partos, Marc Lavry, Alexander Uriah Boskovitch und Menachem Avidom und von jüngeren Komponisten wie Noam Sheriff, Hanoch Ya’akovi und Ben-Zion Orgad. Ein Höhepunkt ihrer Laufbahn war ein Konzert mit dem Palestine Symphony Orchestra (später Israel Philharmonic Orchestra) unter Leitung von Marc Lavry im Jahr 1939.
1940 lernte Zefira Ben-Ami Zilber, einen Geiger des Palestine Symphony Orchestra kennen, mit dem sie bis zu dessen Tod 1984 verheiratet war. Ihr 1943 geborener Sohn Ariel Zilber wurde in den 1970er Jahren in Israel als Rockmusiker bekannt. Von 1948 bis 1950 unternahm Zefira erneut eine erfolgreiche Konzerttournee durch Europa und die USA.
In den 1950er Jahren ließ das Interesse an Zefiras Musik nach, und sie trat nur noch gelegentlich auf. Sie studierte nun in Israel, später in Paris Malerei und hatte einige Ausstellungen. Die Stadt Tel Aviv zeichnete sie 1966 für ihr Lebenswerk mit dem nach Yo’el Engel benannten Engel-Preis aus. Ihr letztes Konzert gab sie Mitte der 1970er Jahre im Tel Aviv Museum of Art. In ihrer Tradition stehen die Sängerinnen Naomi Tsuri und Hanna Ahroni.